# Olympische Sommerspiele 1908/Leichtathletik – 400 m (Männer)
Der 400-Meter-Lauf der Männer bei den Olympischen Spielen 1908 in London wurde am 25. Juli 1908 im White City Stadium entschieden. An den Tagen zuvor gab es Vor- und Zwischenläufe zur Ermittlung des Finalfeldes.
Olympiasieger wurde der Brite Wyndham Halswelle, der das wiederholte Finale im Alleingang bestritt, nachdem der erste Endlauf wegen unzulässiger Behinderungen durch einen US-amerikanischen Läufer annulliert worden war. Weitere Medaillen wurden nicht vergeben.

## Rekorde
Der Weltrekord war noch inoffiziell und wurde in einem Rennen über 440 Yards aufgestellt, das entspricht 402,336 Metern.
| Weltrekord         | 47,8 s | Maxwell Long  | USA | Travers Island (USA), 29. September 1900   |
| Olympischer Rekord | 49,2 s | Harry Hillman | USA | Finale OS St. Louis (USA), 29. August 1904 |

Folgende Rekorde wurden bei diesen Olympischen Spielen über 400 Meter gebrochen oder eingestellt:
| OR | 48,4 s | Wyndham Halswelle | Großbritannien | zweites Halbfinale, 22. Juli |

## Ergebnisse

### Vorläufe (21. Juli)
Die verhältnismäßig große Anzahl von Vorläufen ist nur dadurch zu erklären, dass wesentlich mehr Läufer gemeldet waren, dann jedoch nicht antraten. In einem Fall blieb nur ein einziger Läufer übrig, der kampflos weiterkam. Ein weiterer Vorlauf entfiel ganz.
Für die Zwischenläufe qualifizierten sich nur die jeweiligen Laufsieger (hellgrün unterlegt).
Die in Klammern angegebenen Zeiten stammen aus Ekkehard zur Megede: Die Geschichte der olympischen Leichtathletik und sind vermutlich geschätzt.

#### 1. Vorlauf
| Platz | Athlet         | Land           | Zeit (s) |
| ----- | -------------- | -------------- | -------- |
| 1     | Edwin Montague | Großbritannien | 50,2     |
| 2     | Paul Pilgrim   | USA            | k. A.    |

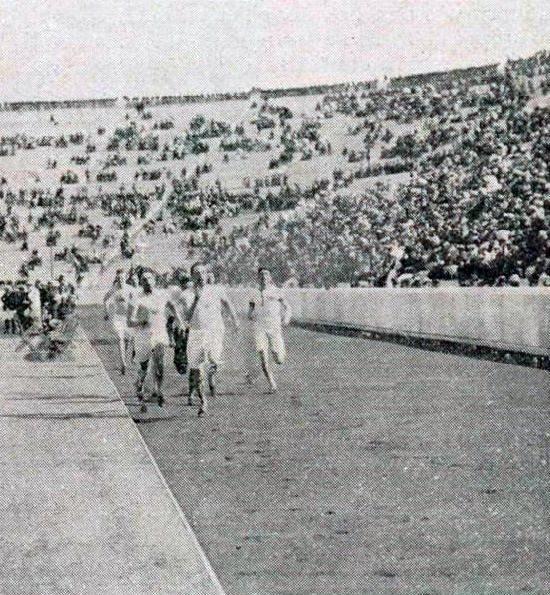
Paul Pilgrim – hier als Führender bei den Athener Zwischenspielen 1906 – ausgeschieden als Zweiter des ersten Vorlaufs

Edwin Montague gewann den Vorlauf deutlich mit acht Yards Vorsprung.

#### 2. Vorlauf
Der zweite Vorlauf entfiel völlig, da offenbar alle vorgesehenen Läufer absagten.

#### 3. Vorlauf
| Platz | Athlet      | Land           | Zeit (s) |
| ----- | ----------- | -------------- | -------- |
|       | Edward Ryle | Großbritannien | k. A.    |

Edward Ryle bestritt das Rennen im Alleingang.

#### 4. Vorlauf
| Platz | Athlet        | Land     | Zeit (s) |
| ----- | ------------- | -------- | -------- |
| 1     | John Taylor   | USA      | 50,8     |
| 2     | Roberto Penna | Italien  | k. A.    |
| 3     | Sven Låftman  | Schweden | k. A.    |

John Taylor gewann seinen Vorlauf klar mit zwölf Yards Vorsprung.

#### 5. Vorlauf
| Platz | Athlet           | Land           | Zeit (s) |
| ----- | ---------------- | -------------- | -------- |
| 1     | George Nicol     | Großbritannien | 50,8     |
| 2     | Oscar Guttormsen | Norwegen       | k. A.    |

George Nicol gewann seinen Vorlauf klar mit zwölf Yards Vorsprung.

#### 6. Vorlauf
| Platz | Athlet          | Land       | Zeit (s) |
| ----- | --------------- | ---------- | -------- |
| 1     | Georges Malfait | Frankreich | 50,0     |
| 2     | Donald Buddo    | Kanada     | k. A.    |

Georges Malfait lag acht Yards vor Buddo.

#### 7. Vorlauf
| Platz | Athlet          | Land           | Zeit (s) |
| ----- | --------------- | -------------- | -------- |
| 1     | William Robbins | USA            | 50,4     |
| 2     | József Nagy     | Ungarn         | k. A.    |
| 3     | Noel Chavasse   | Großbritannien | k. A.    |
| 4     | Victor Henny    | Niederlande    | k. A.    |

William Robbins gewann sehr deutlich mit einem Vorsprung von zwölf Yards.

#### 8. Vorlauf
| Platz | Athlet               | Land           | Zeit (s) |
| ----- | -------------------- | -------------- | -------- |
| 1     | William C. Prout     | USA            | 50,4     |
| 2     | Christopher Chavasse | Großbritannien | k. A.    |

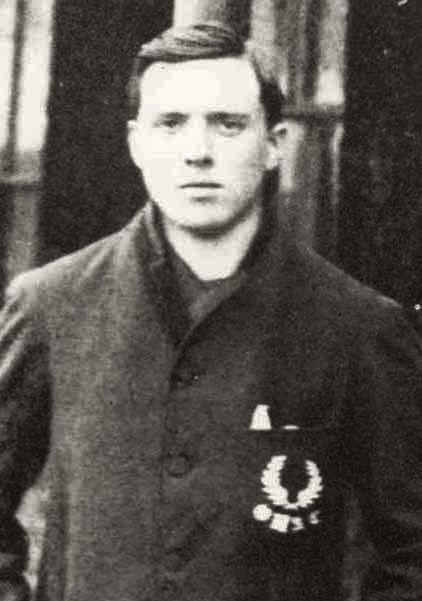
Christopher Chavasse – später Bischof von Rochester – ausgeschieden als Zweiter des achten Vorlaufs

Zwischen beiden Läufern lag ein Abstand von zwei Yards.

#### 9. Vorlauf
| Platz | Athlet        | Land           | Zeit (s) |
| ----- | ------------- | -------------- | -------- |
| 1     | Horace Ramey  | USA            | 51,0     |
| 2     | Arthur Astley | Großbritannien | (50,7)   |

Zwischen beiden Läufern lag ein Abstand von anderthalb Yards.

#### 10. Vorlauf
| Platz | Athlet             | Land    | Zeit (s) |
| ----- | ------------------ | ------- | -------- |
| 1     | Lou Sebert         | Kanada  | 50,2     |
| 2     | Massimo Cartasegna | Italien | (51,4)   |
|       | Victor Jacquemin   | Belgien | DNF      |

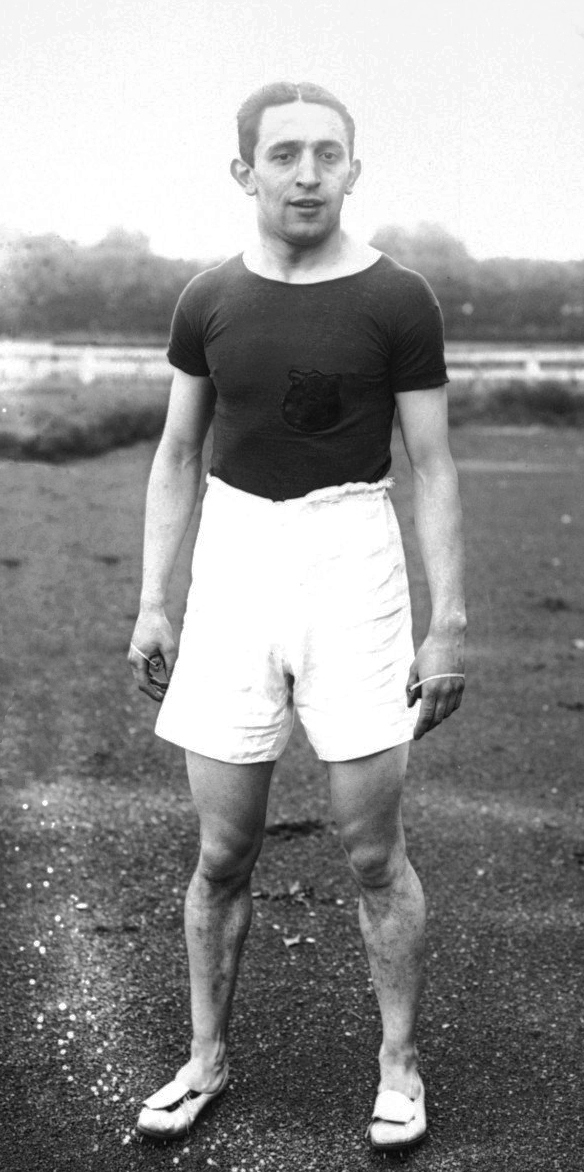
Victor Jacquemin – hier im Jahr 1913 – im zehnten Vorlauf nicht im Ziel

Lou Sebert siegte mit einem Vorsprung von 20 Yards.

#### 11. Vorlauf
| Platz | Athlet           | Land           | Zeit (s) |
| ----- | ---------------- | -------------- | -------- |
| 1     | John Atlee       | USA            | 50,4     |
| 2     | Alan Patterson   | Großbritannien | (50,6)   |
| 3     | Giuseppe Tarella | Italien        | k. A.    |

John Atlee gewann mit einem Yard Vorsprung.

#### 12. Vorlauf
| Platz | Athlet            | Land           | Zeit (s) |
| ----- | ----------------- | -------------- | -------- |
| 1     | Charles Davies    | Großbritannien | 50,4     |
| 2     | Cornelis den Held | Niederlande    | k. A.    |

Charles Davies gewann mit einem Vorsprung von vier Yards.

#### 13. Vorlauf
| Platz | Athlet      | Land           | Zeit (s) |
| ----- | ----------- | -------------- | -------- |
| 1     | Ned Merriam | USA            | 52,2     |
| 2     | Robert Robb | Großbritannien | k. A.    |

Zwischen beiden Läufern lagen zwei Yards.

#### 14. Vorlauf
| Platz | Athlet           | Land        | Zeit (s) |
| ----- | ---------------- | ----------- | -------- |
| 1     | John Carpenter   | USA         | 49,6     |
| 2     | Otto Trieloff    | Deutschland | (50,9)   |
| 3     | Arvid Ringstrand | Schweden    | k. A.    |
| 4     | Henk van der Wal | Niederlande | k. A.    |

John Carpenter hatte im Ziel zehn Yards Vorsprung auf Trieloff.

#### 15. Vorlauf
| Platz | Athlet               | Land           | Zeit (s) |
| ----- | -------------------- | -------------- | -------- |
| 1     | Wyndham Halswelle    | Großbritannien | 49,4     |
| 2     | Frederick de Selding | USA            | (50,8)   |
| 3     | Bram Evers           | Niederlande    | k. A.    |

Im schnellsten Vorlauf hatte Wyndham Halswelle einen Vorsprung von zehn Yards.

#### 16. Vorlauf
| Platz | Athlet           | Land           | Zeit (s) |
| ----- | ---------------- | -------------- | -------- |
| 1     | George Young     | Großbritannien | 52,4     |
| 2     | Jacobus Hoogveld | Niederlande    | k. A.    |

Trotz schwacher Zeit gewann George Young mit einem Vorsprung von dreißig Yards.

### Halbfinale (22. Juli)
Für das Finale qualifizierten sich nur die jeweiligen Laufsieger (hellgrün unterlegt).
Die in Klammern angegebenen Zeiten stammen aus Ekkehard zur Megede: Die Geschichte der olympischen Leichtathletik und sind vermutlich geschätzt.

#### 1. Halbfinale
| Platz | Athlet         | Land           | Zeit (s) |
| ----- | -------------- | -------------- | -------- |
| 1     | John Carpenter | USA            | 49,4     |
| 2     | Charles Davies | Großbritannien | (49,8)   |
| 3     | Ned Merriam    | USA            | k. A.    |
| 4     | George Young   | Großbritannien | k. A.    |

Charles Davies folgte mit drei Yards Rückstand auf John Carpenter.

#### 2. Halbfinale
| Platz | Athlet            | Land           | Zeit (s) |
| ----- | ----------------- | -------------- | -------- |
| 1     | Wyndham Halswelle | Großbritannien | 048,4 OR |
| 2     | Edwin Montague    | Großbritannien | (49,8)00 |
| 3     | George Nicol      | Großbritannien | k. A.00  |
| 4     | William C. Prout  | USA            | k. A.00  |

Wyndham Halswelle hatte bei seinem Rekordlauf einen Vorsprung von zwölf Yards.

#### 3. Halbfinale
| Platz | Athlet          | Land           | Zeit (s) |
| ----- | --------------- | -------------- | -------- |
| 1     | John Taylor     | USA            | 49,8     |
| 2     | Horace Ramey    | USA            | (50,5)   |
| 3     | Edward Ryle     | Großbritannien | k. A.    |
| 4     | Georges Malfait | Frankreich     | k. A.    |

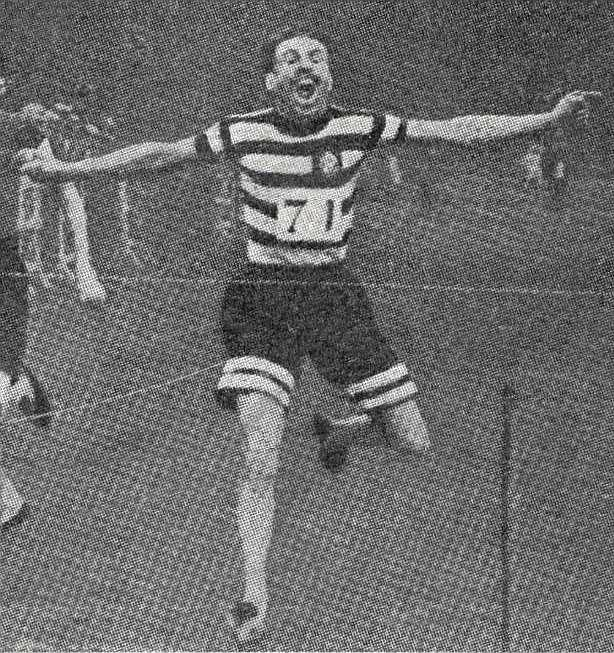
Georges Malfait – hier im Jahr 1905 – ausgeschieden als Vierter des dritten Halbfinals

John Taylor gewann mit fünf Yards Vorsprung.

#### 4. Halbfinale
| Platz | Athlet          | Land   | Zeit (s) |
| ----- | --------------- | ------ | -------- |
| 1     | William Robbins | USA    | 49,0     |
| 2     | Lou Sebert      | Kanada | (49,5)   |
| 3     | John Atlee      | USA    | k. A.    |

William Robbins hatte im Ziel drei Yards Vorsprung.

### Finale

#### Erster annullierter Finallauf (23. Juli)

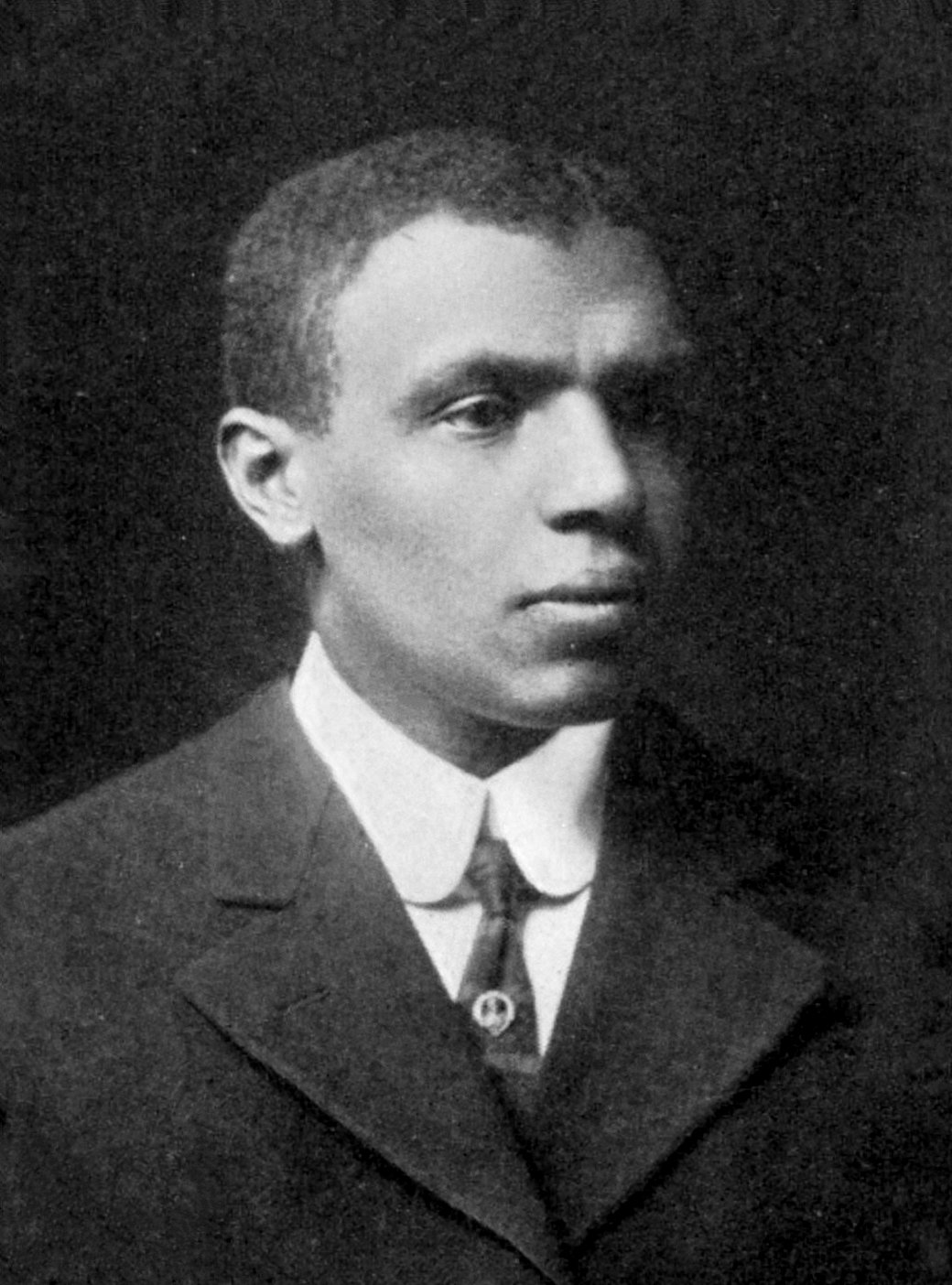
John Taylor – Vierter des annullierten Finallaufs

Eingangs der Zielgeraden führte der US-Amerikaner William Robbins, der aber von seinem Landsmann John Carpenter und vom Briten Wyndham Halswelle überholt wurde. Carpenter drängte Halswelle nun heftig nach außen und kam als Erster mit einer Zeit von 48,4 s ins Ziel. Nach amerikanischen Regeln war dies erlaubt, doch die maßgeblichen britischen Regeln sahen ein striktes Behinderungsverbot vor. Nach heftigen Diskussionen und einer Verhandlung am Abend wurde Carpenter disqualifiziert.
Die oben genannte Siegerzeit stammt aus den Angaben bei SportsReference. In der unten aufgeführten Literatur von Kluge findet sich stattdessen eine Zeit von 47,8 s, was Einstellung des Weltrekordes bedeutet hätte. Da Carpenter disqualifiziert wurde, hätte ein eventueller Rekord ohnehin keinen Bestand. Nach zur Megede, Die Geschichte der olympischen Leichtathletik, gehen diese abweichenden Angaben zurück auf unterschiedliche Quellen. Danach wurde keine offizielle Zeit bekanntgegeben. Die englische Tageszeitung Sporting Life nennt 48,4 s, der deutsche Rechtsanwalt Mehlkopf hatte dagegen 47,8 s gestoppt.

#### Wiederholungslauf (25. Juli)
| Platz | Athlet            | Land           | Zeit (s) |
| ----- | ----------------- | -------------- | -------- |
| 1     | Wyndham Halswelle | Großbritannien | 50,0     |
| DNS   | William Robbins   | USA            |          |
| DNS   | John Taylor       | USA            |          |

Das Finale wurde zwei Tage später neu angesetzt. Im Gegensatz zu den bisherigen Läufen war die Strecke mit vier einzelnen Bahnen markiert. Die beiden US-Amerikaner William Robbins und John Taylor solidarisierten sich mit ihrem disqualifizierten Landsmann John Carpenter und verzichteten auf den Start, um gegen den Entscheid der Jury zu protestieren. Somit war Wyndham Halswelle der einzige Teilnehmer, lief in lockeren 50,0 s ins Ziel und erhielt die Goldmedaille. Weitere Medaillen wurden nicht vergeben.

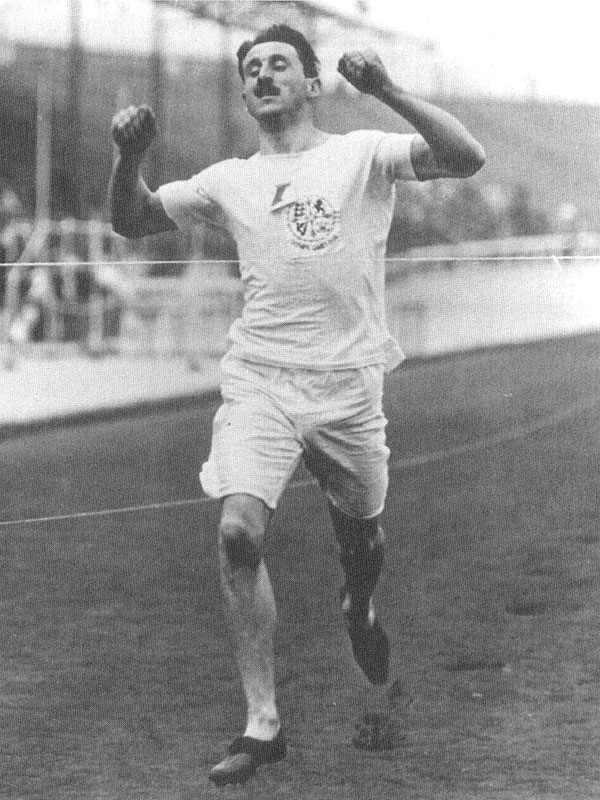
Wyndham Halswelle – Olympiasieger im Alleingang
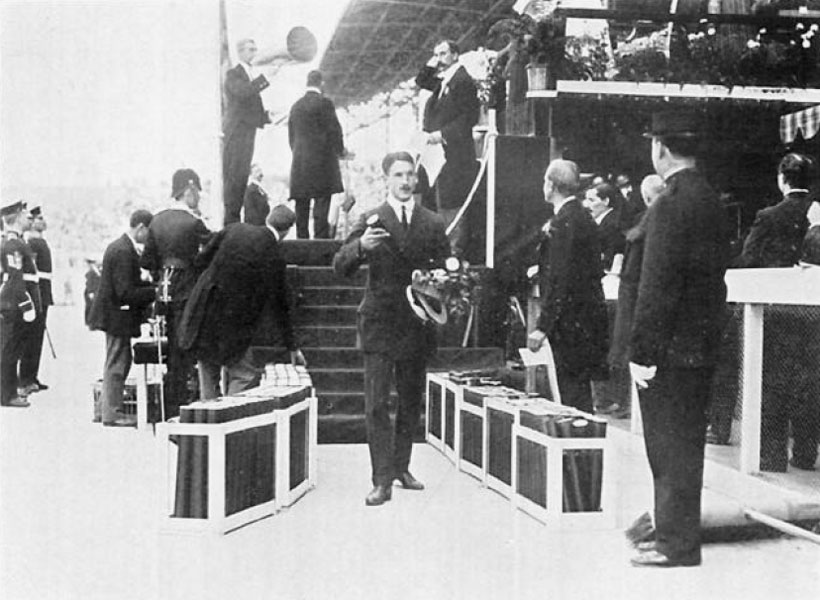
Nach der Siegerehrung: Goldmedaillengewinner Wyndham Halswelle mit Blumen